# Schamiram (Partei)
Schamiram (armenisch Շամիրամ) war eine Partei in Armenien, welche nur Frauen als Mitglieder zuließ und sich für Frauenrechte einsetzte. Bei der Parlamentswahl in Armenien 1995 wurde sie mit acht Abgeordneten zweitstärkste Fraktion. Parteivorsitzende war die Sängerin Gajane Saruchanjan. Bei allen folgenden Parlamentswahlen konnte die Partei kein Mandat mehr erringen und löste sich später auf.

## Geschichte
Der Parteiname Schamiram bezieht sich auf die antike Königin Semiramis, welche in der armenischen Geschichtsschreibung eine wichtige Rolle spielt. Da sich die Partei erst wenige Monate vor der Parlamentswahl in Armenien 1995 gründete und sogleich mit acht Abgeordneten die zweitgrößte Fraktion in der Nationalversammlung stellen konnte, waren Gerüchte um ihre Entstehung und Zusammensetzung verbreitet. Das Gerücht, es handle sich um eine Partei nur zum Schein kam auch deshalb auf, da von mehreren Vertreterinnen ersichtlich war, dass sie die Ehefrauen, Partnerinnen und engen Angehörigen von Politikern und Intellektuellen der regierenden Armenischen Allnationalen Bewegung (HHS) waren. Die Partei wurde deshalb in der Öffentlichkeit nicht als ernsthafter politischer Akteur wahrgenommen und als Installation (von Teilen) der HHS angesehen.
Bei der Parlamentswahl in Armenien 1999 erhielt die Partei nur noch 0,2 % der Stimmen und konnte daher nicht mehr ins Parlament einziehen. Sie blieb seitdem politisch ohne Bedeutung und löste sich in den 2000er Jahren auf.

## Abgeordnete in der Nationalversammlung
Alle Abgeordneten besaßen ein Mandat von 1995 bis 1999:
| - Saruhi Arewschatjan - Angela Bakunz - Juliet Kaschojan - Schogher Matewosjan | - Amalia Petrosjan - Nadeschda Sargsjan - Gajane Saruchanjan - Nana Togoschwili |